# Iván Zambrano
Iván Frangoy Zambrano (n. Calceta, Ecuador; 10 de abril de 1997) es un futbolista ecuatoriano. Juega de centrocampista y su equipo actual es Libertad Fútbol Club de la Serie A de Ecuador.

## Trayectoria
Empezó su carrera futbolística en el equipo militar en el año 2014, se formó e hizo todas las formativas en El Nacional, en la sub-14, la sub-16, en la sub-18 en 2014. Tuvo un paso por el Deportivo Azogues de la Serie B, en la sub-20 y luego en el equipo principal.
Al finalizar el préstamo volvió a El Nacional y posteriormente fue traspasado al Técnico Universitario de la ciudad de Ambato, donde poco a poco fue ganando un lugar en el equipo titular, con el equipo ambateño logró el ascenso en la temporada 2017, fue ratificado para jugar en la Serie A para el 2018.
Bajo el mando de Patricio Hurtado tuvo su debut en el primer equipo en la máxima categoría del fútbol ecuatoriano el 19 de febrero de 2018, en el partido de la fecha 1 de la primera etapa 2018 ante el Guayaquil City, fue titular aquel partido que terminó en empate 0-0. Marcó su primer gol en la Serie A el 25 de mayo de 2018 en la fecha 15 de la primera etapa, convirtió el segundo gol con el que Técnico venció a Independiente del Valle como local por 2-1.
En la temporada 2019 marcó el gol del victoria ante Barcelona Sporting Club en el estadio Monumental, con dicho triunfo el rodillo rojo salvó la categoría. El tanto lo hizo al minuto 52 del partido válido por la fecha 29 de la LigaPro Banco Pichincha.

## Estadísticas

### Clubes
Actualizado al último partido disputado el 16 de agosto de 2025.
| Club                            | Div.          | Temporada     | Liga  | Liga  | Copas nacionales | Copas nacionales | Copas internacionales | Copas internacionales | Total | Total |
| Club                            | Div.          | Temporada     | Part. | Goles | Part.            | Goles            | Part.                 | Goles                 | Part. | Goles |
| ------------------------------- | ------------- | ------------- | ----- | ----- | ---------------- | ---------------- | --------------------- | --------------------- | ----- | ----- |
| El Nacional · Ecuador           | 1.ª           | 2013          | 0     | 0     | Inexistentes     | Inexistentes     | Inexistentes          | Inexistentes          | 0     | 0     |
| El Nacional · Ecuador           | Total club    | Total club    | 0     | 0     | 0                | 0                | 0                     | 0                     | 0     | 0     |
| Deportivo Azogues · Ecuador     | 2.ª           | 2014          | 1     | 0     | Inexistentes     | Inexistentes     | Inexistentes          | Inexistentes          | 1     | 0     |
| Deportivo Azogues · Ecuador     | 2.ª           | 2015          | 10    | 0     | Inexistentes     | Inexistentes     | Inexistentes          | Inexistentes          | 10    | 0     |
| Deportivo Azogues · Ecuador     | Total club    | Total club    | 11    | 0     | 0                | 0                | 0                     | 0                     | 11    | 0     |
| Técnico Universitario · Ecuador | 2.ª           | 2016          | 30    | 3     | Inexistentes     | Inexistentes     | Inexistentes          | Inexistentes          | 30    | 3     |
| Técnico Universitario · Ecuador | 2.ª           | 2017          | 39    | 0     | Inexistentes     | Inexistentes     | Inexistentes          | Inexistentes          | 39    | 0     |
| Técnico Universitario · Ecuador | 1.ª           | 2018          | 36    | 1     | Inexistentes     | Inexistentes     | Inexistentes          | Inexistentes          | 36    | 1     |
| Técnico Universitario · Ecuador | 1.ª           | 2019          | 24    | 2     | 6                | 0                | Inexistentes          | Inexistentes          | 30    | 2     |
| Técnico Universitario · Ecuador | 1.ª           | 2020          | 5     | 0     | 0                | 0                | Inexistentes          | Inexistentes          | 5     | 0     |
| Técnico Universitario · Ecuador | Total club    | Total club    | 134   | 6     | 6                | 0                | 0                     | 0                     | 140   | 6     |
| Macará · Ecuador                | 1.ª           | 2021          | 20    | 0     | 0                | 0                | 2                     | 0                     | 22    | 0     |
| Macará · Ecuador                | 1.ª           | 2022          | 15    | 0     | 0                | 0                | Inexistentes          | Inexistentes          | 15    | 0     |
| Macará · Ecuador                | 2.ª           | 2023          | 4     | 0     | 0                | 0                | Inexistentes          | Inexistentes          | 4     | 0     |
| Macará · Ecuador                | Total club    | Total club    | 39    | 0     | 0                | 0                | 2                     | 0                     | 41    | 0     |
| Atlético Azogues · Ecuador      | 3.ª           | 2023          | 2     | 0     | Inexistentes     | Inexistentes     | Inexistentes          | Inexistentes          | 2     | 0     |
| Atlético Azogues · Ecuador      | Total club    | Total club    | 2     | 0     | 0                | 0                | 0                     | 0                     | 2     | 0     |
| Libertad F. C. · Ecuador        | 1.ª           | 2024          | 30    | 5     | 3                | 1                | —                     | —                     | 33    | 6     |
| Libertad F. C. · Ecuador        | 1.ª           | 2025          | 24    | 2     | 0                | 0                | —                     | —                     | 24    | 2     |
| Libertad F. C. · Ecuador        | Total club    | Total club    | 54    | 7     | 3                | 1                | 0                     | 0                     | 57    | 8     |
| Total carrera                   | Total carrera | Total carrera | 240   | 13    | 9                | 1                | 2                     | 0                     | 251   | 14    |
| 1. 2.                           |               |               |       |       |                  |                  |                       |                       |       |       |

## Palmarés

### Campeonatos nacionales
| Título             | Club                  | País    | Año  |
| ------------------ | --------------------- | ------- | ---- |
| Serie B de Ecuador | Técnico Universitario | Ecuador | 2017 |
| Serie B de Ecuador | Macará                | Ecuador | 2023 |